# Молони, Фредерик
Фредерик Грэхэм Молони (англ. Frederick Graham Moloney, 4 августа 1882, Оттава, Иллинойс — 24 декабря 1941, Чикаго, Иллинойс) — американский спортсмен-легкоатлет, бронзовый призёр летних Олимпийских игр 1900.
На Играх Молони соревновался в спринтерских и барьерных дисциплинах. 14 июля он участвовал в забегах на 100 м и 110 м с барьерами. В первой дисциплине он сначала стал вторым в первом раунде, затем третьим в полуфинале. Для прохождения дальше ему надо было выиграть дополнительный забег, дающий дополнительное место в финале. Но Молони занял в нём лишь место между 4-й и 6-й позициями. В барьерной гонке он сначала стал вторым в полуфинале, и ему снова пришлось участвовать в дополнительном забеге, который он уже смог выиграть. В финале Молони стал третьим, получив бронзовую медаль.
16 июля он участвовал также в беге на 200 м с барьерами, но остановился только на третьей позиции в полуфинале.